# Yangwang U9
Der Yangwang U9 ist ein batterieelektrischer Supersportwagen des chinesischen Herstellers BYD unter seiner Luxus-Marke Yangwang.

## Geschichte
Der U9 wurde im Januar 2023 ohne Daten angekündigt. Die Präsentation erfolgte im Februar 2024, der Marktstart im April 2024. Auf Akkus, Motor und elektronische Steuerung gewährt der Hersteller dem Erstbesitzer eine lebenslange Garantie, sonst sind es sechs Jahre oder 150.000 km.

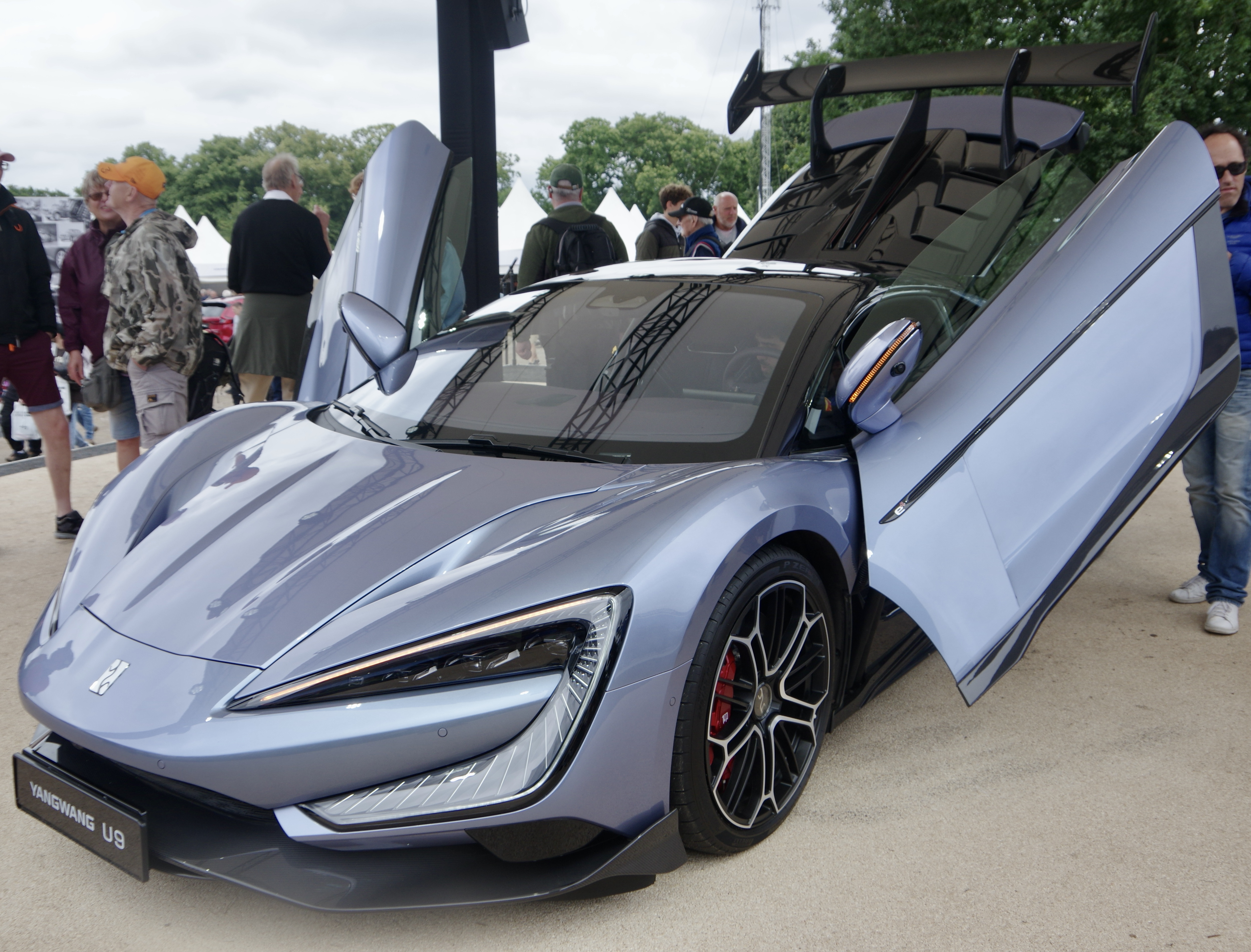
Scherentüren
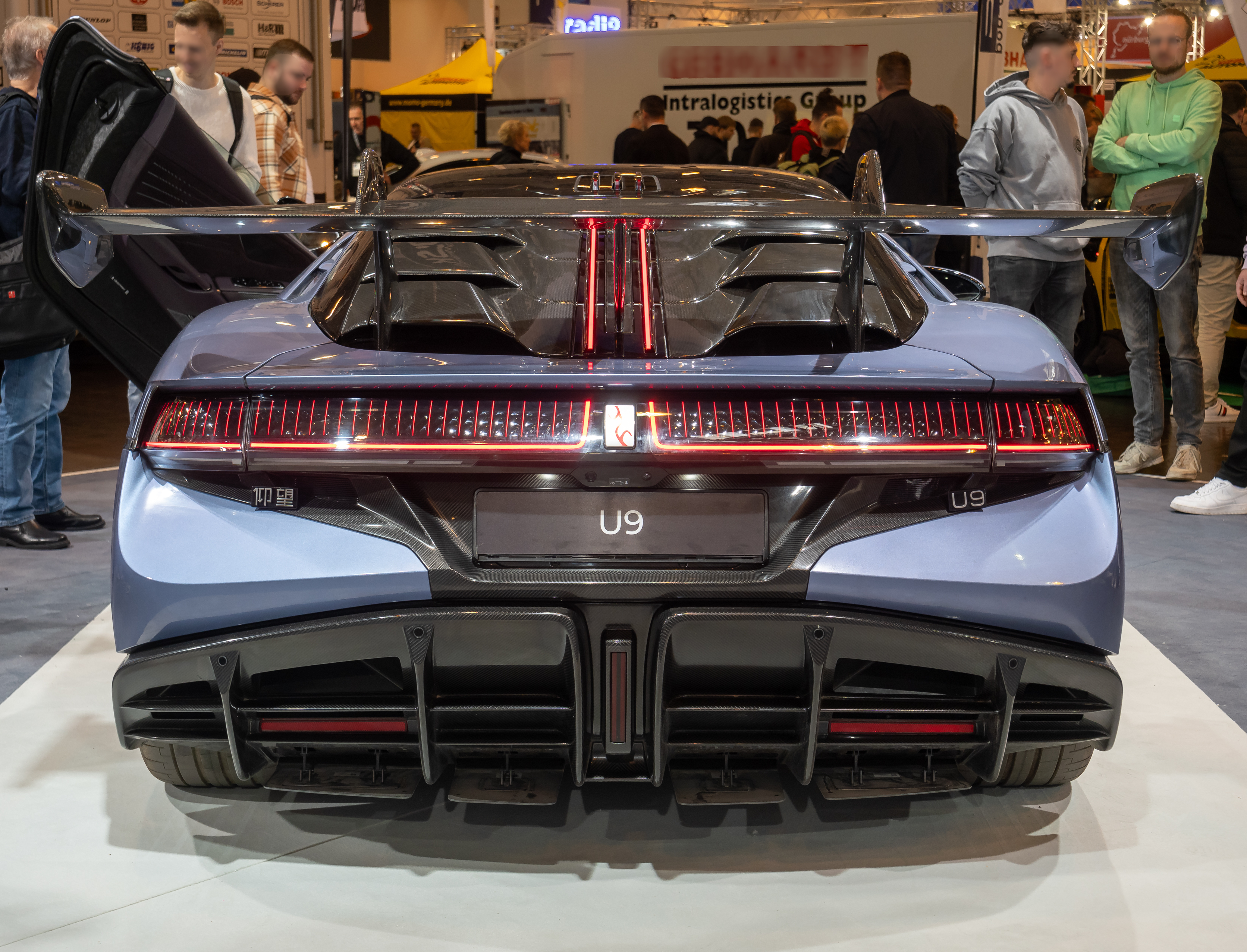
Heckansicht mit Lichtsignatur (Heckflügel Sonderausstattung[5])
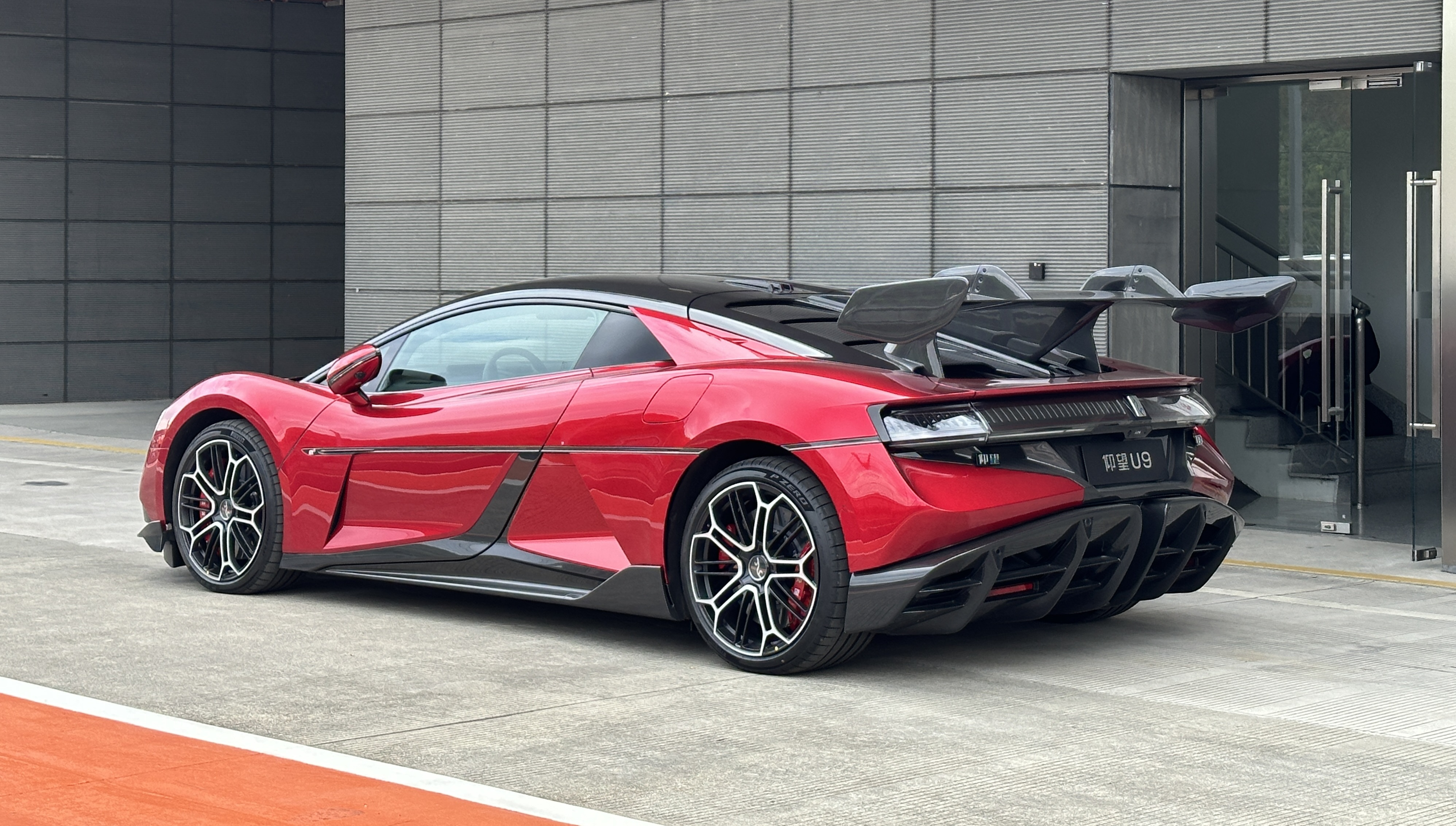
Heckseitenansicht
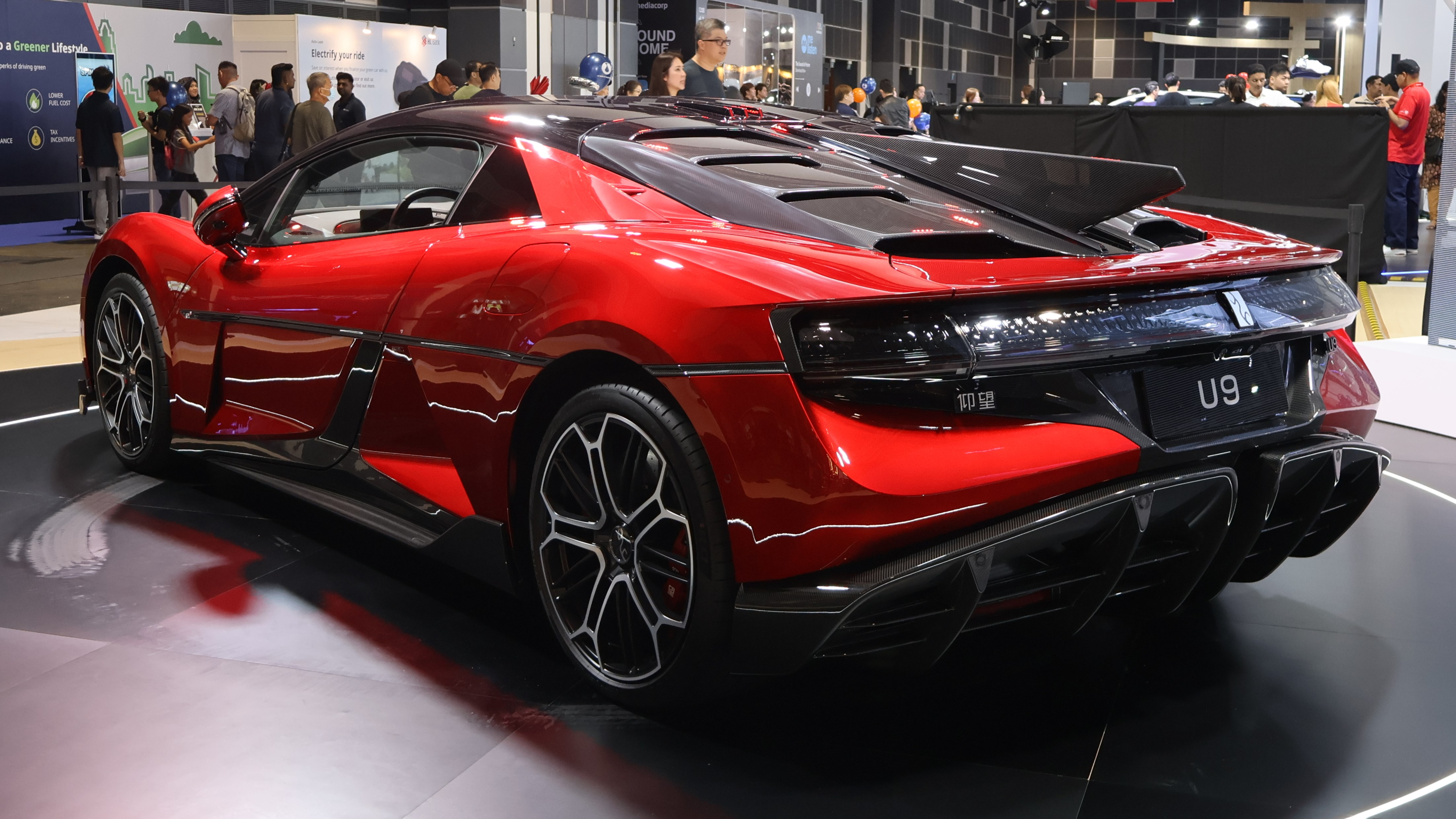
Heckseitenansicht ohne Heckflügel

## Technik
Der Yangwang U9 ist bei 4,97 m Länge 2,03 m breit und basiert auf der e4-Plattform der Marke. Er hat vier Elektromotoren, die zusammen ein Spitzendrehmoment von 1680 Nm erzeugen. Er arbeitet mit einer 800-V-Architektur und soll mit Gleichstrom mit 500 kW geladen werden können. Da die Akkukapazität von 80 kWh auf zwei Lithiumeisenphosphat-Akkus verteilt ist, können beide gleichzeitig geladen werden. Die Reichweite beträgt 450 km nach dem chinesischen CLTC-Zyklus; gemäß WLTP ist von einer geringeren Reichweite auszugehen. Jeder Elektromotor wird einzeln angesteuert, so dass es möglich ist, auf der Stelle zu drehen („Tank Turn“/Panzerdrehung); ebenso funktioniert die Regelung der Federung über die Federwege für jedes Rad einzeln (Disus-X). Die Höchstgeschwindigkeit beträgt 309 km/h.
Das Soundsystem kommt von Dynaudio.
Auf der Nordschleife des Nürburgrings wurde eine Zeit von 7:17.900 Minuten gefahren.